# エベル (聖書)

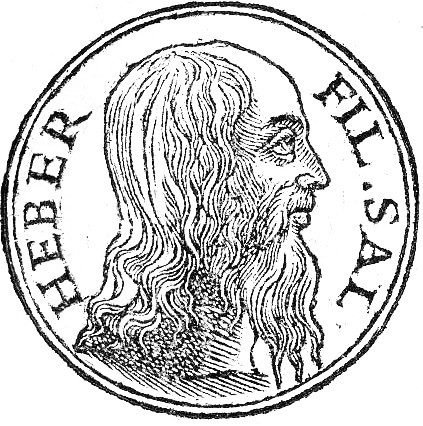
エベル

エベル（Eber、ヘブライ語:עֵבֶר）とは旧約聖書に登場する人物。
1. 『創世記』10章と11章に登場。本項で記述する。
2. 『歴代誌 下』8章22節に記載。アヤロンの住民の家系の長、ベリアとシェマの兄弟。
3. 『ネヘミヤ記』12章20節に記載。アモク家の家長で祭司。

アルパクシャドの孫で、シェラの息子。妻の名前は記されていないが、ペレグとヨクタンという二人の息子をもうけたことが記されている。ペレグという命名は、当時土地が分けられた（ペレグ、土地が分岐（パーラグ）した）ことによる。彼自身は464歳まで生きた。『創世記』10章21節ではセムはエベルの全ての子孫の先祖と記述されており、ユダヤ人の別名「ヘブライ人（ヘブル人）」はエベルの名に由来するとされている。
イスラム教では預言者とされており『クルアーン』ではフード（en:Hud (prophet) ）の名で登場する。

## 参照
1. ↑  中川健一『日本人に贈る聖書ものがたり 族長たちの巻』文芸社、2003年、104頁